# Чувашка автономна съветска социалистическа република
Чувашка автономна съветска социалистическа република (на чувашки: Чăваш Автономлă Совет Социаллă Республики; на руски: Чувашская Автономная Советская Социалистическая Республик) е автономна съветска социалистическа република в бившия Съветски съюз.
Наградена е с орден „Ленин“ (1935), орден „Октомврийска революция“ (1970) и орден „Дружба на народите“ (1972).
Територията и е около 18 300 km2 по източния бряг на река Волга, намира се на около 60 km западно от сливането на реката с Кама и на около 700 km източно от Москва.
Чувашката АССР е образувана на 24 юни 1920 г. и обявява суверенитета си от Съветския съюз през 1990 г.
Населението на републиката е 1 330 000 души като съотношението градско/селско население е 759 000 към 571 000 души.

## Население
Националният състав на републиката към 1979 е следният:
- чуваши – 888 000
- руснаци – 338 000
- татари – 38 000
- мордовци – 20 000 и други